# Bir Ghbalou
Bir Ghbalou (em árabe: بئر غبالو) é uma cidade e comuna localizada na província de Bouira, Argélia. Segundo o censo de 2008, a população total da cidade era de 11 016 habitantes.

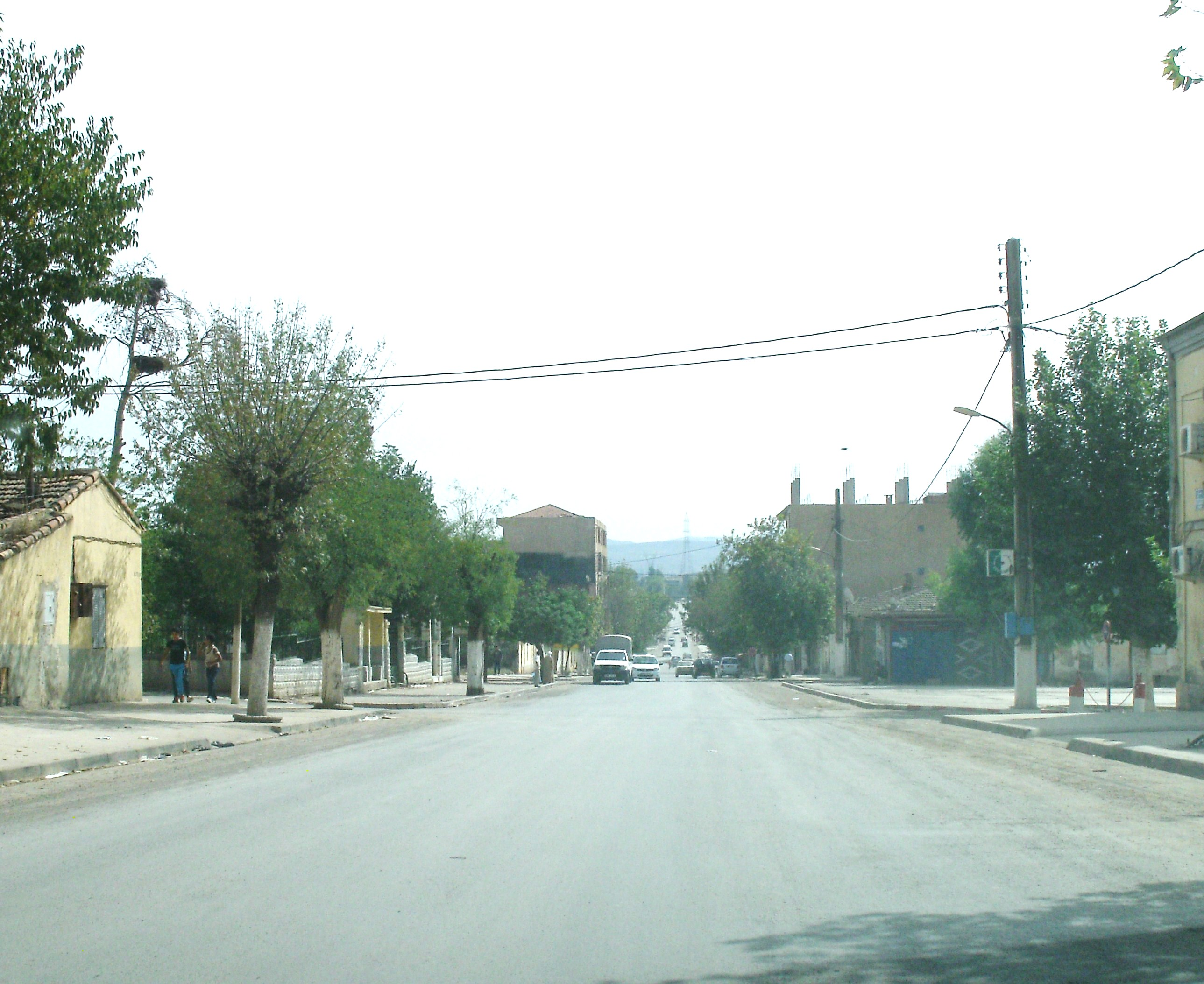
Bir Ghbalou